# Alan Douglas Borges de Carvalho
Alan Douglas Borges de Carvalho, noto come Alan o in cinese come A Lan (Barbosa, 10 luglio 1989), è un calciatore brasiliano naturalizzato cinese, attaccante svincolato della nazionale cinese.

## Carriera
Alan cresce calcisticamente nel Londrina prima di trasferirsi alla Fluminense con i quali gioca per due stagioni, conquistando il Campionato brasiliano nel 2010.
Il 14 agosto 2010 passa al Red Bull Salisburgo ed esordisce con la nuova maglia durante un turno di qualificazione alla Champions League giocato contro l'Hapoel Tel Aviv. Il 16 aprile 2011 segna la prima tripletta in carriera, durante il match di campionato contro lo Sturm Graz. La stagione 2013-2014 si rivela essere la sua miglior annata: l'8 febbraio 2014 segna un'altra tripletta contro l'SV Grodig e colleziona complessivamente 44 presenze e 36 reti in tutte le competizioni, contribuendo alla conquista finale del double, la vittoria finale della Bundesliga e della Coppa d'Austria. Il 23 ottobre 2014 realizza la prima tripletta europea in Europa League contro la Dinamo Zagabria.; Sempre nella fase a gironi mette a segno altre due doppiette, contro Celtic e Astra Giurgiu. Inoltre lo stesso anno si è aggiudicato il titolo di capocannoniere dell'Europa League 2014-2015 con 8 gol a pari merito con Romelu Lukaku ed è stato inserito tra i migliori undici giocatori di quella edizione.
Il 16 gennaio 2015 passa al Guangzhou Evergrande Taobao. Il 14 febbraio esordisce in Supercoppa di Cina contro lo Shandong Luneng, sostituendo nel secondo tempo Gao Lin. Il 3 marzo, durante un allenamento, si rompe il legamento crociato anteriore. Il 6 marzo 2016, a un anno e tre giorni dall'infortunio, fa ritorno in campo subentrando a Huang Bowen durante il match di campionato giocato contro il Chongqing Lifan.
Il 7 febbraio 2019 viene ceduto in prestito al Tianjin Tianhai e debutta il 1º marzo, proprio contro il suo ex club con la partita che termina 3 a 0 in favore degli avversari.
Il 13 aprile segna il suo primo goal con la nuova squadra, nel derby cittadino contro il Tianjin Teda, ma il suo goal non basta per la vittoria finale della sua squadra dato che la partitata finirà 1 a 1.
Durante lo stesso riceve la cittadinanza cinese, divenendo convocabile per la nazionale di calcio a partire da gennaio 2020, dato che da quel momento sarà residente in Cina da almeno 5 anni.
Nel giugno 2022, dopo essere rimasto svincolato dal Guangzhou FC, ritorna in Brasile firmando un contratto biennale con il Fluminense, sua ex squadra.

## Statistiche

### Presenze e reti nei club
Statistiche aggiornate al 27 settembre 2023.
| Stagione               | Squadra                | Campionato             | Campionato | Campionato | Coppe nazionali | Coppe nazionali | Coppe nazionali | Coppe continentali | Coppe continentali | Coppe continentali | Altre coppe | Altre coppe | Altre coppe | Totale | Totale |
| Stagione               | Squadra                | Comp                   | Pres       | Reti       | Comp            | Pres            | Reti            | Comp               | Pres               | Reti               | Comp        | Pres        | Reti        | Pres   | Reti   |
| ---------------------- | ---------------------- | ---------------------- | ---------- | ---------- | --------------- | --------------- | --------------- | ------------------ | ------------------ | ------------------ | ----------- | ----------- | ----------- | ------ | ------ |
| 2008                   | Fluminense             | A/RJ+A                 | 0+13       | 1          | -               | -               | -               | CL                 | 1                  | 0                  | -           | -           | -           | 14     | 1      |
| 2009                   | Fluminense             | A/RJ+A                 | 5+23       | 2+6        | CB              | 3               | 1               | CS                 | 10                 | 2                  | -           | -           | -           | 41     | 11     |
| 2010                   | Fluminense             | A/RJ+A                 | 14+10      | 4+4        | CB              | 4               | 2               | -                  | -                  | -                  | -           | -           | -           | 28     | 10     |
| 2010-2011              | Salisburgo             | BL                     | 24         | 10         | CA              | 2               | 0               | UCL+UEL            | 2+4                | 0                  | -           | -           | -           | 32     | 10     |
| 2011-2012              | Salisburgo             | BL                     | 5          | 3          | CA              | 1               | 2               | UEL                | 5                  | 6                  | -           | -           | -           | 11     | 11     |
| 2012-2013              | Salisburgo             | BL                     | 14         | 11         | CA              | 0               | 0               | UCL                | 0                  | 0                  | -           | -           | -           | 14     | 11     |
| 2013-2014              | Salisburgo             | BL                     | 29         | 26         | CA              | 5               | 6               | UCL+UEL            | 2+10               | 1+4                | -           | -           | -           | 46     | 37     |
| 2014-gen. 2015         | Salisburgo             | BL                     | 16         | 9          | CA              | 2               | 7               | UCL+UEL            | 3+5                | 0+8                | -           | -           | -           | 26     | 24     |
| Totale Salisburgo      | Totale Salisburgo      | Totale Salisburgo      | 88         | 59         |                 | 10              | 15              |                    | 31                 | 19                 |             | -           | -           | 129    | 93     |
| 2015                   | Guangzhou E.           | CSL                    | 0          | 0          | CC              | 0               | 0               | ACL                | 1                  | 0                  | SC+Cmc      | 1+0         | 0           | 2      | 0      |
| 2016                   | Guangzhou E.           | CSL                    | 27         | 14         | CC              | 8               | 4               | ACL                | 0                  | 0                  | SC          | 0           | 0           | 35     | 18     |
| 2017                   | Guangzhou E.           | CSL                    | 26         | 10         | CC              | 2               | 2               | ACL                | 10                 | 7                  | SC          | 1           | 1           | 39     | 20     |
| 2018                   | Guangzhou E.           | CSL                    | 12         | 13         | CC              | 1               | 1               | ACL                | 8                  | 4                  | SC          | 1           | 1           | 22     | 19     |
| 2019                   | Tianjin Tianhai        | CSL                    | 27         | 9          | CC              | 0               | 0               | -                  | -                  | -                  | -           | -           | -           | 27     | 9      |
| 2020                   | Beijing Guoan          | CSL                    | 13+2       | 4+1        | CC              | 1               | 2               | ACL                | 6                  | 4                  | -           | -           | -           | 22     | 11     |
| gen.-nov. 2021         | Guangzhou E.           | CSL                    | 12         | 3          | CC              | 0               | 0               | ACL                | 0                  | 0                  | -           | -           | -           | 12     | 3      |
| Totale Guangzhou Ever. | Totale Guangzhou Ever. | Totale Guangzhou Ever. | 76         | 40         |                 | 11              | 7               |                    | 19                 | 11                 |             | 3           | 2           | 110    | 60     |
| 2022                   | Fluminense             | A                      | 4          | 1          | CB              | 0               | 0               |                    | -                  | -                  | -           | -           | -           | 4      | 1      |
| 2023                   | Fluminense             | A/RJ+A                 | 6+1        | 1+1        | CB              | 1               | 0               | CL                 | 1                  | 0                  | -           | -           | -           | 9      | 2      |
| Totale Fluminense      | Totale Fluminense      | Totale Fluminense      | 25+51      | 7+13       |                 | 8               | 3               |                    | 12                 | 2                  |             | -           | -           | 96     | 25     |
| Totale carriera        | Totale carriera        | Totale carriera        | 283        | 133        |                 | 30              | 27              |                    | 68                 | 36                 |             | 3           | 2           | 384    | 198    |

### Cronologia presenze e reti in nazionale
| Cronologia completa delle presenze e delle reti in nazionale ― Cina | Cronologia completa delle presenze e delle reti in nazionale ― Cina | Cronologia completa delle presenze e delle reti in nazionale ― Cina | Cronologia completa delle presenze e delle reti in nazionale ― Cina | Cronologia completa delle presenze e delle reti in nazionale ― Cina | Cronologia completa delle presenze e delle reti in nazionale ― Cina | Cronologia completa delle presenze e delle reti in nazionale ― Cina | Cronologia completa delle presenze e delle reti in nazionale ― Cina |
| Data                                                                | Città                                                               | In casa                                                             | Risultato                                                           | Ospiti                                                              | Competizione                                                        | Reti                                                                | Note                                                                |
| ------------------------------------------------------------------- | ------------------------------------------------------------------- | ------------------------------------------------------------------- | ------------------------------------------------------------------- | ------------------------------------------------------------------- | ------------------------------------------------------------------- | ------------------------------------------------------------------- | ------------------------------------------------------------------- |
| 30-5-2021                                                           | Suzhou                                                              | Guam                                                                | 0 – 7                                                               | Cina                                                                | Qual. Mondiali 2022                                                 | 2                                                                   | 46’                                                                 |
| 7-6-2021                                                            | Sharja                                                              | Cina                                                                | 2 – 0                                                               | Filippine                                                           | Qual. Mondiali 2022                                                 | -                                                                   | 87’                                                                 |
| 11-6-2021                                                           | Sharjah                                                             | Cina                                                                | 5 – 0                                                               | Maldive                                                             | Qual. Mondiali 2022                                                 | 1                                                                   | 72’                                                                 |
| 7-9-2021                                                            | Doha                                                                | Cina                                                                | 0 – 1                                                               | Giappone                                                            | Qual. Mondiali 2022                                                 | -                                                                   | 62’                                                                 |
| 7-10-2021                                                           | Sharjah                                                             | Cina                                                                | 3 – 2                                                               | Vietnam                                                             | Qual. Mondiali 2022                                                 | -                                                                   | 54’                                                                 |
| 27-1-2022                                                           | Saitama                                                             | Giappone                                                            | 2 – 0                                                               | Cina                                                                | Qual. Mondiali 2022                                                 | -                                                                   | 56’                                                                 |
| Totale                                                              |                                                                     | Presenze                                                            | 6                                                                   |                                                                     | Reti                                                                | 3                                                                   |                                                                     |

## Palmarès

### Club

#### Competizioni statali
- Taça Guanabara: 1

Fluminense: 2023

#### Competizioni nazionali
- Campionato brasiliano: 1

Fluminense: 2010
- Campionato austriaco: 3

Salisburgo: 2011-2012, 2013-2014, 2014-2015
- Coppa d'Austria: 3

Salisburgo: 2011-2012, 2013-2014, 2014-2015
- Campionato cinese: 2

Guangzhou Evergrande: 2016, 2017
- Coppa della Cina: 1

Guangzhou Evergrande: 2016
- Supercoppa di Cina: 3

Guangzhou Evergrande: 2016, 2017, 2018

### Individuale
- Capocannoniere della ÖFB-Cup: 2

2013-2014 (6 gol), 2014-2015 (7 gol, a pari merito con Marcel Sabitzer e Jonathan Soriano)
- Capocannoniere della UEFA Europa League: 1

2014-2015 (8 gol, a pari merito con Romelu Lukaku)
- Squadra della stagione della UEFA Europa League: 1

2014-2015